# Dallas Cowboys
Dallas Cowboys är ett professionellt amerikansk fotbollslag i Dallas i Texas i USA som spelar i National Football League (NFL). Klubbens hemmaarena är AT&T Stadium, som ligger i närbelägna Arlington.
Cowboys spelar i National Football Conference (NFC) i divisionen NFC East och anslöts till NFL 1960. Laget kallas ibland vardagligt för America's Team (svenska: "Amerikas lag") på grund av den stora skaran av fans som bor utanför lagets lokala bas. Enligt tidningen Forbes var Dallas Cowboys 2023 den mest värdefulla idrottsklubben i världen och värderades till nio miljarder dollar.
Dallas Cowboys är ett av de mest framgångsrika lagen i NFL:s historia och har ligarekorden för flest säsonger i rad med fler vinster än förluster (20, 1966–1985), flest säsonger med minst tio vinster (32, delat med Green Bay Packers) och flest slutspelsmatcher (67). Laget blev det första i NFL:s historia att vinna tre Super Bowls på endast fyra år (en bedrift som bara New England Patriots har lyckats med sedan dess). Tillsammans med San Francisco 49ers har Dallas Cowboys fem Super Bowl-vinster, dock en mindre än vad Pittsburgh Steelers och New England Patriots har åstadkommit med sina sex titlar.
Den mest framgångsrika perioden för laget var under en 30-årsperiod från 1966 till 1995 då de gick till slutspel 23 gånger (77 %), spelade 14 NFC-finaler av 26 möjliga och spelade åtta Super Bowl-matcher av 30 möjliga, varav de vann fem.

## Grundat
Dallas beviljades en NFL-klubb den 28 januari 1960 vid utvidgningen av NFL. Laget hette i ett tidigt skede Dallas Steers, och kallades senare även Dallas Rangers, men inför första säsongen, 1960, bestämdes namnet slutligen till Dallas Cowboys.

## Hemmaarena
- Cotton Bowl (1960–1971)
- Texas Stadium (1971–2008)
- AT&T Stadium (2009–), som har en kapacitet på 80 000 åskådare

## Tävlingsdräkt
- Hemma och borta: Vit tröja med blå text, silverfärgade byxor med blå/vita revärer respektive blå tröja med vit text, silverfärgade byxor med blå/vita revärer.
- Hjälm: Silver med blå/vit rand över hjässan, blå stjärna på sidorna.

## Mästerskapsvinster
8 – (1970, 1971, 1975, 1977, 1978, 1992, 1993, 1995)

## Super Bowl
- Nummer VI 1972 med vinst mot Miami Dolphins
- Nummer X 1976 med förlust mot Pittsburgh Steelers
- Nummer XII 1978 med vinst mot Denver Broncos
- Nummer XIII 1979 med förlust mot Pittsburgh Steelers
- Nummer XXVII 1993 med vinst mot Buffalo Bills
- Nummer XXVIII 1994 med vinst mot Buffalo Bills
- Nummer XXX 1996 med vinst mot Pittsburgh Steelers

## Kända spelare
- Troy Aikman
- Michael Irvin
- Emmitt Smith
- Darren Woodson
- Tony Romo
- Jason Witten
- Dez Bryant
- Ezekiel Elliott
- Dak Prescott